# The Turning Point (film 1914)
The Turning Point è un cortometraggio muto del 1914 diretto da Lorimer Johnston. Prodotto dalla Flying A, il film aveva come interpreti Sydney Ayres (anche sceneggiatore), Vivian Rich, Jack Richardson, Louise Lester, Edith Borella.

## Trama
Dayton Reeves, figlio di un'aristocratica famiglia californiana, è un giovane dedito all'alcol. Nan Clark, invece, è una figlia dei bassifondi, figlia di una donna povera e devota. La ragazza, che vive in mezzo ai criminali, è indotta da uno di questi, Chic Fagan ad andare a rubare a casa dei Reeves. Dayton, lasciando la madre a casa, va al club ad ubriacarsi, mentre sia sorella Catherine perde molto denaro al gioco. Non potendo pagare, chiede che la sua indennità mensile venga aumentata, ma sua madre non può soddisfare la sua richiesta. Intanto Nan è entrata in casa ma viene sorpresa da Dayton di ritorno dal club. Impietosito dalla giovane ladra, le dice che se lei promette di cambiare vita, lui non chiamerà la polizia. Lei, allora, gli promette di farlo se lui smetterà di bere.

Passa qualche tempo. Dayton decide di dare a Nan una possibilità e la fa assumere da sua madre come dama di compagnia. Catherine, nel frattempo, per onorare i suoi debiti di gioco non sa come fare. In preda al panico, ruba a uno degli ospiti una piccola borsa d'argento piena di denaro. La derubata è profondamente irritata e fa chiamare la polizia. A essere sospettata, essendo stata riconosciuta dal detective, è proprio Nan, che si trovava nella stanza dove è avvenuto il furto. Perquisita, le si trova addosso la refurtiva. In realtà, Nan, che ha assistito al furto, si è fatta passare la borsa da Catherine, nascondendosela addosso ma per non compromettere Catherine, tace. Daytonnon può credere che tutti i suoi sforzi per riformare Nan siano falliti e la fa portare via dalla polizia. Il rimorso morde Catherine che, non potendo più tacere, confessa tutto. La leale Nan viene riportata indietro e questa volta entra in casa non più come dama di compagnia, ma come futura signora Reeves.

## Produzione
Il film fu prodotto dall'American Film Manufacturing Company (come Flying A).

## Distribuzione
Distribuito dalla Mutual, il film uscì nelle sale cinematografiche degli Stati Uniti il 23 marzo 1914.